# Блондинка в эфире
«Блонди́нка в эфи́ре» (англ. Walk of Shame) — американская комедия 2014 года режиссёра и сценариста Стивена Брилла с Элизабет Бэнкс в главной роли. Мировая премьера фильма состоялась 1 мая 2014 года, в России — 7 мая. Фильм получил негативные отзывы кинокритиков и провалился в прокате.

## Сюжет
Меган Майлз, репортёр из Лос-Анджелеса, мечтает стать ведущей новостей. Её мечта может осуществиться, когда телеканал объявляет о прослушивании на эту должность. В ночь перед кастингом Меган с подругами отправляется в ночной клуб, наутро проснувшись в постели с незнакомым мужчиной. Оказавшись на мели в центре города, она должна любой ценой за 8 часов добраться до самого важного собеседования в её жизни.

## В ролях
| Актёр               | Роль                     |
| ------------------- | ------------------------ |
| Элизабет Бэнкс      | Меган Майлз              |
| Джеймс Марсден      | Гордон бармен            |
| Гиллиан Джейкобс    | Роуз подруга Меган       |
| Сара Райт           | Дениз подруга Меган      |
| Итан Сапли          | офицер Дэйв              |
| Билл Бёрр           | офицер Уолтер            |
| Кен Давитян         | таксист                  |
| Лоренс Гиллиард-мл. | Скрилла                  |
| Альфонсо Маколи     | Пуки                     |
| Да’Вон Макдональд   | Халк                     |
| Эрик Этебари        | байкер                   |
| Оливер Хадсон       | Кайл бывший парень Меган |
| Брайан Коллен       | наркодилер               |
| Уилли Гарсон        | Дэн Карлин               |
| Кевин Нилон         | Стив вертолётчик         |
| Ниси Нэш            | водитель автобуса        |
| П. Дж. Бирн         | Мош                      |
| Вик Чао             | капитан                  |

## Русский дубляж
| Актёр дубляжа       | Роль                     |
| ------------------- | ------------------------ |
| Ирина Киреева       | Меган Майлз              |
| Александр Гаврилин  | Гордон бармен            |
| Вероника Саркисова  | Роуз подруга Меган       |
| Марианна Шульц      | Дениз подурга Меган      |
| Иван Жарков         | офицер Дэйв              |
| Даниил Эльдаров     | офицер Уолтер            |
| Константин Карасик  | таксист                  |
| Иван Калинин        | Скрилла                  |
| Михаил Тихонов      | Пуки                     |
| Сергей Чихачёв      | Халк                     |
| Александр Коврижных | байкер                   |
| Дмитрий Поляновский | Кайл бывший парень Меган |
| Прохор Чеховской    | наркодилер               |
| Александр Хорлин    | Дэн Карлин               |
| Дмитрий Курта       | Стив вертолётчик         |
| Анастасия Лапина    | водитель автобуса        |
| Диомид Виноградов   | Мош                      |
| Сергей Пономарёв    | капитан                  |

Остальные роли: Максим Чихачёв, Владимир Рыбальченко, Дмитрий Филимонов, Кирилл Туранский, Денис Строев и Лариса Брохман.